# Aprophata eximioides
Aprophata eximioides är en skalbaggsart som beskrevs av Stefan von Breuning 1961. Aprophata eximioides ingår i släktet Aprophata och familjen långhorningar.
Artens utbredningsområde är Filippinerna. Inga underarter finns listade i Catalogue of Life.